# ریکا آبه
ریکا آبه (انگلیسی: Rika Abe؛ زادهٔ 20 September) صداپیشگی در ژاپن اهل ژاپن است. وی از سال ۲۰۱۴ میلادی تاکنون مشغول فعالیت بوده‌است.